# Julia Bache-Wiig
Julia Bache-Wiig (* 14. August 1984 in Eivindvik, Gulen) ist eine norwegische Schauspielerin.

## Leben
Bache-Wiig wurde am 14. August 1984 in Eivindvik geboren, wo sie auch aufwuchs. Neben ihrer Muttersprache Norwegisch spricht sie fließend Englisch und hat Kenntnisse in Deutsch, Französisch, Dänisch und Schwedisch. Sie machte ihre Ausbildung zur Schauspielerin an der Nordic Institute of Stage and Studio. Sie gab 2006 ihr Filmdebüt im Kurzfilm Hjerteklipp. Im selben Jahr hatte sie außerdem eine Nebenrolle im Spielfilm Auf Anfang inne. 2007 übernahm sie in sechs Episoden der Fernsehserie Størst av alt die Rolle der Frida Røst Halvorsen. In den nächsten Jahren übernahm sie Rollen als Sykesøster Liv in Max Manus, als Silje in Ein Mann von Welt und als Anne Myrdal in Zwei Leben. 2015 übernahm sie in fünf Episoden der Fernsehserie Lifjord – Der Freispruch die Rolle der Åse Johansen. Ab demselben Jahr mimte sie bis einschließlich 2018 die Rolle der Thyra im Netflix Original The Last Kingdom. Anschließend war sie bis 2019 in der Rolle der Marianne Ellingsen in der Fernsehserie Home Ground zu sehen.

## Filmografie (Auswahl)
- 2006: Hjerteklipp (Kurzfilm)
- 2006: Auf Anfang (Reprise)
- 2007: Størst av alt (Fernsehserie, 6 Episoden)
- 2008: Max Manus
- 2010: Ein Mann von Welt (En ganske snill mann)
- 2011: Mach’ mich an, verdammt nochmal! (Få meg på, for faen)
- 2012: Livet Utenfor (Kurzfilm)
- 2012: Zwei Leben
- 2012: Leon (Kurzfilm)
- 2014: Einer nach dem anderen (Kraftidioten)
- 2015: Lifjord – Der Freispruch (Frikjent, Fernsehserie, 5 Episoden)
- 2015: Kampen for tilværelsen (Fernsehserie, Episode 2x02)
- 2015–2018: The Last Kingdom (Fernsehserie, 13 Episoden)
- 2016: The Art of Not Appearing (Kurzfilm)
- 2017: The 12th Man – Kampf ums Überleben (Den 12. mann)
- 2018–2019: Home Ground (Heimebane, Fernsehserie, 15 Episoden)
- 2020: Bottled Up (Kurzfilm)

## Theater (Auswahl)
- 2004: The blessed Child, Regie: Mette Brantzeg
- 2010: Romeo & Juliet, Regie: Anders T Andersen, Thesbi/Teater Ibsen
- 2010: Still Ordinary, Regie: Eivind Grip Fjær, Puzzle Theatre Company
- 2011: Enemy of the People, Regie: Øyvind Osmo Eriksen, Hålogaland Teater
- 2011: Knutby, Regie: Kjersti Horn, Hålogaland Teater
- 2011–2012: The Boy and the Golden Bird, Regie: Ketil Høegh, Hålogaland Teater
- 2012: The Glass Menagerie, Regie: Kristin E Bjørn, Hålogaland Teater
- 2013: The Masterbuilder, Regie: Pål Øverland, Teater Ibsen
- 2013: Dyveke	Dyveke, Regie: Svein Sturla Hungnes, Den Nationale Scene